# Sitt, gamla hund!
Sitt, gamla hund! (spanska: Animal salvaje) är en spansk komediserie som har premiär på Netflix den 22 augusti 2025. Första säsongen består av åtta avsnitt.

## Handling
En veterinär från Galicien får jobb i en exklusiv djuraffär, fylld av designerhalsband och gourmetfoder, långt från hans lantliga rötter.

## Rollista (i urval)
- Luis Zahera – Antón
- Nuno Gallego – Miguel
- Carmen Ruiz – Sabela
- Lucía Caraballo – Uxía
- Adrián Viador – Bernanrdo